# Міхаель фон Фаульгабер
Міхаель фон Фаульгабер (нім. Michael von Faulhaber; 5 березня 1869, Клостерхайденфельд, Нижня Франконія, Королівство Баварія — 12 липня 1952, Мюнхен, ФРН) — німецький кардинал. Єпископ Шпайєра з 7 січня 1911 по 24 липня 1917. Архієпископ Мюнхена і Фрайзінга з 24 липня 1917 по 12 червня 1952. Кардинал-священик з 7 березня 1921, з титулом церкви Сант-Анастазія з 11 травня 1952 року.

## Біографія
Посвячений у духовний сан у 1892 році, у 1903 році був викладачем Старого Завіту у Страсбурзі. Про Першу Світову війну висловлювався як про «зразок справедливої війни, що помститься за вбивство в Сараєві».
У липні 1936 року, дізнавшись про те, що швейцарські церковні провідники звернулися до своєї пастви із закликом молитися за смерть Гітлера, Фаульгабер закликав католиків молитися за життя фюрера. Незважаючи на нападки на церкву, кардинал Фаульгабер намагався пом'якшити відносини з нацистською владою. 4 листопада 1936 року він був запрошений Гітлером у ставку Бергхоф, в Оберзальцберг, де під час тригодинної бесіди фюрер запевняв кардинала у безпідставності побоювань останнього щодо долі католицизму в Німеччині.
9 листопада 1938 року кардинал висловив співчуття євреям, які постраждали під час погромів у «Кришталеву ніч» та підтримав заклик головного рабина Мюнхена про порятунок культових об'єктів (синагог) від руйнування. Під час підготовки Липневої змови 1944 Карл Герделер, один з головних учасників руху Опору в Німеччині, безуспішно намагався залучити Фаульгабера на свій бік. Після провалу спроби перевороту і страти його учасників гестапо допитувало кардинала, особливо про його зустрічі з Герделером. Архієпископ публічно засудив учасників невдалого путчу та підтвердив свою особисту відданість та лояльність Гітлеру.